# Pasigrafie
Een pasigrafie of symbolentaal is een schrift dat speciaal is ontworpen om de communicatie tussen sprekers van (zeer) verschillende talen te vergemakkelijken. De bedoeling is dat op deze manier zo veel mogelijk dezelfde boodschappen worden overgebracht als bij gewone taal het geval is. Blissymbolen en Real Character zijn voorbeelden van pasigrafieën. Pictogrammen hebben daarnaast een functie die enigszins aan die van pasigrafieën doet denken, maar hier worden zelden zeer complexe boodschappen mee overgebracht. 
Een pasigrafie heeft veel kenmerken van een hulptaal. Ook kan het als een vorm van universeel schrift gezien worden. De term pasigrafie werd in 1796 voor het eerst gebruikt. In de twee voorafgaande eeuwen was al sprake geweest van minstens 60 pogingen tot het ontwerpen van een internationale hulptaal. 